# Antonio da Sangallo den yngre

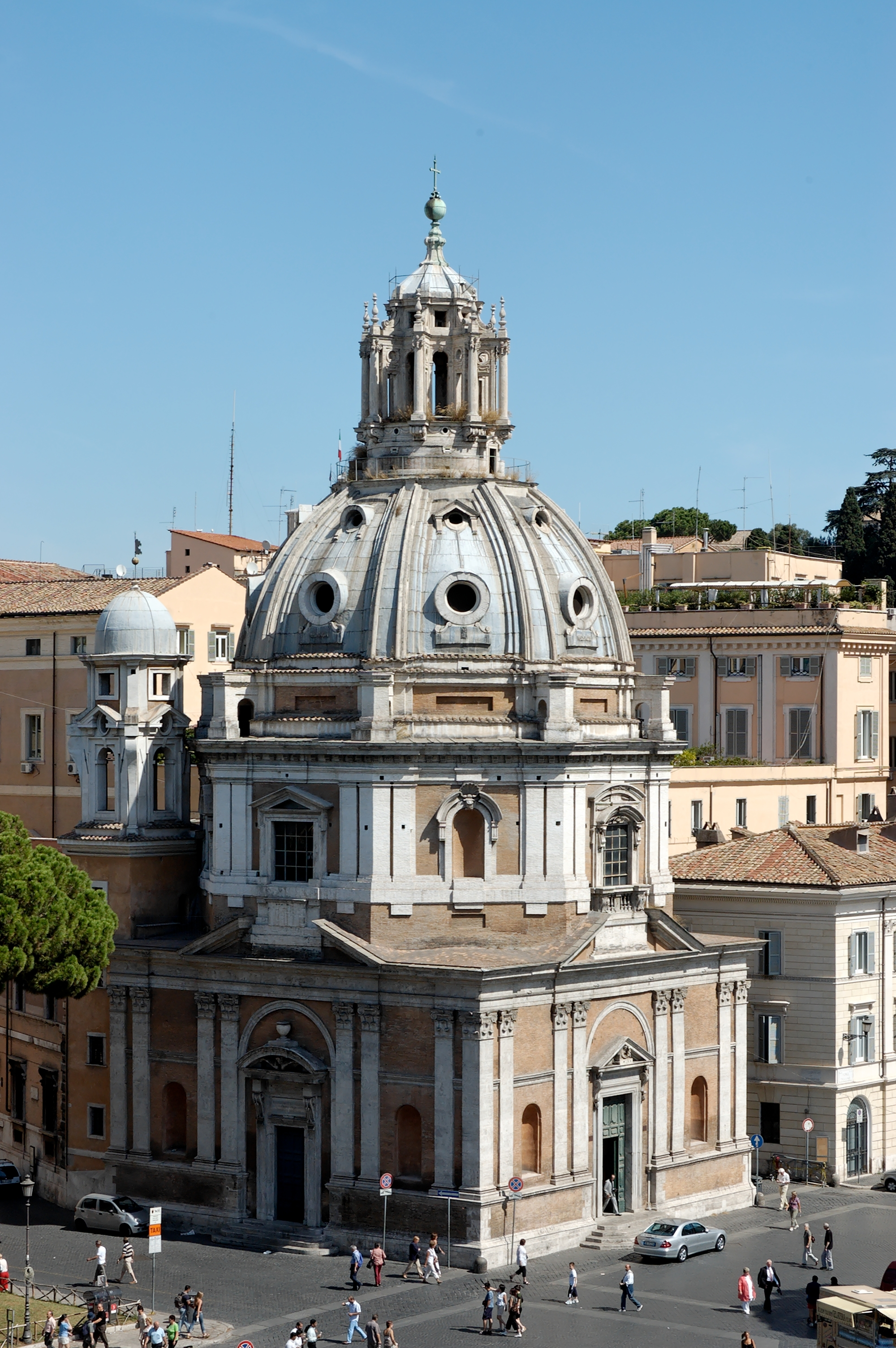
Santa Maria di Loreto vid Trajanus forum i Rom.

Antonio da Sangallo den yngre, född 12 april 1484 i Florens, död 3 augusti 1546 i Rom, var en italiensk arkitekt under renässansen.

## Biografi
Antonio da Sangallo den yngre påbörjade 1514 Palazzo Farnese i Rom, vilket är hans mest kända byggnadsverk. Under 1540-talet var han chefsarkitekt vid uppförandet av Peterskyrkan. Han presenterade några djärva planer för dess utformning, men dessa övergavs av hans efterträdare, Michelangelo.
Vid Trajanus forum är kyrkan Santa Maria di Loreto belägen. Den nedre delen av kyrkobyggnaden ritades av Sangallo under 1520-talet. Utifrån bevarade ritningar har forskare kunnat fastslå att Sangallo var inspirerad av en ursprunglig idé av Bramante.